# 카푸르 앤 썬스
카푸르 앤 썬스(Kapoor and Sons)는 인도에서 제작된 샤쿤 바트라(Shakun Batra) 감독의 2016년 멜로/로맨스, 코미디 영화이다. 알리아 바트 등이 주연으로 출연하였다.

## 출연
- 알리아 바트
- 싯다르트 말호트라
- 파와드 칸
- 라트나 파닥
- 리시 카푸르